# هارلن متیوس
هارلن متیوس (به انگلیسی: Harlan Mathews) سناتور سابق عضو حزب دموکرات ایالات متحده آمریکا بود. وی در سال ۱۹۹۳ تا ۱۹۹۴ میلادی سناتور ایالت تنسی در سنای ایالات متحده آمریکا بود.